# Davi Banda
Davi Banda, född 29 december 1983 i Zomba, är en malawisk fotbollsspelare som sedan 2012 spelar för Kamuzu Barracks i malawiska TNM Super League. Han började sin karriär i hemstaden för Zomba United. Efter fyra år flyttade han till stadens rivaler Red Lions. Han har spelat i landslaget, bland annat under Afrikanska mästerskapet i fotboll för herrar 2010.